# 張萬選 (濟南)
張萬選，字舉之，山東承宣布政使司濟南府鄒平縣（今山東省濱州市鄒平縣）人，清朝政治人物、贡士出身。

## 生平
順治初年，出任太平府推官。之後擔任順天推官、刑部主事，后升任刑部員外郎，因母親年老辭職歸鄉，后因弟連坐入獄，之後經營救出獄。著有《太平三書》。 